# Whatlington
Whatlington est un village du Sussex de l'Est, à 11 km au nord de Hastings.

## Personnalités liées à la commune
- Barbara Bodichon (1827-1891), y est née
- Benjamin Leigh Smith (1828-1913) y est né.